# Campeonato Mundial de Atletismo de 2005 - 3000 m com obstáculos masculino
A competição dos 3000 metros com obstáculos masculino no Campeonato Mundial de Atletismo de 2005 foi realizada no Estádio Olímpico, em Helsinque, na Finlândia, ente os dias 7 a 9 de agosto de 2005.

## Recordes
Antes desta competição, os recordes mundiais e do campeonato nesta prova eram os seguintes:
| Tipo                  | Atleta              | Tempo   | Local      | Data                  |
| --------------------- | ------------------- | ------- | ---------- | --------------------- |
|                       | Saif Saaeed Shaheen | 7:53.63 | Bruxelas   | 3 de setembro de 2004 |
| Recorde do campeonato | Moses Kiptanui      | 8:04.16 | Gotemburgo | 11 de agosto de 1995  |

## Medalhistas
| Ouro                      | Prata                | Bronze               |
| Saif Saaeed Shaheen (QAT) | Ezekiel Kemboi (KEN) | Brimin Kipruto (KEN) |

## Calendário
Todos os horários estão no horário local (UTC+2)
| Data        | Horário | Fase          |
| ----------- | ------- | ------------- |
| 7 de agosto | 13:50   | Eliminatórias |
| 9 de agosto | 20:00   | Final         |

## Resultados

### Eliminatórias
Qualificação: Os 3 primeiros de cada bateria (Q) e os 6 melhores tempos (q) avançam para as finais.
Bateria 1
| Pos. | Atleta              | Nacionalidade  | Tempo   | Notas                |
| ---- | ------------------- | -------------- | ------- | -------------------- |
| 1    | Saif Saaeed Shaheen | Catar          | 8:11.79 | Q                    |
| 2    | Ezekiel Kemboi      | Quênia         | 8:11.19 | Q                    |
| 3    | Simon Vroemen       | Países Baixos  | 8:13.08 | Q,                   |
| 4    | Günther Weidlinger  | Áustria        | 8:15.91 | q                    |
| 5    | Luis Miguel Martín  | Espanha        | 8:17.47 | q                    |
| 6    | Mustafa Mohamed     | Suécia         | 8:18.18 | q                    |
| 7    | Gaël Pencreach      | França         | 8:23.96 |                      |
| 8    | Radoslaw Poplawski  | Polónia        | 8:29.85 |                      |
| 9    | Ion Luchianov       | Moldávia       | 8:32.09 | Recorde da temporada |
| 10   | Steve Slattery      | Estados Unidos | 8:36.01 |                      |
| 11   | Alexander Greaux    | Porto Rico     | 8:39.91 |                      |
| 12   | Boštjan Buč         | Eslovênia      | 8:40.81 |                      |
| 13   | Pieter Desmet       | Bélgica        | 8:48.05 |                      |

Bateria 2
| Pos. | Atleta                | Nacionalidade  | Tempo   | Notas                |
| ---- | --------------------- | -------------- | ------- | -------------------- |
| 1    | Paul Kipsiele Koech   | Quênia         | 8:16.42 | Q                    |
| 2    | Musa Amer Obaid       | Catar          | 8:16.53 | Q                    |
| 3    | Antonio David Jiménez | Espanha        | 8:16.72 | Q                    |
| 4    | Bouabdellah Tahri     | França         | 8:18.31 | q                    |
| 5    | Tareq Mubarak Taher   | Bahrein        | 8:21.68 | q                    |
| 6    | Anthony Famiglietti   | Estados Unidos | 8:21.84 |                      |
| 7    | Jukka Keskisalo       | Finlândia      | 8:25.14 | Recorde da temporada |
| 8    | Tewodros Shiferaw     | Etiópia        | 8:27.06 | Recorde da temporada |
| 9    | Hamid Ezzine          | Marrocos       | 8:27.07 |                      |
| 10   | Yoshitaka Iwamizu     | Japão          | 8:28.73 |                      |
| 11   | Peter Nowill          | Austrália      | 8:35.35 |                      |
| 12   | Andrey Olshanskiy     | Rússia         | 8:54.04 |                      |
|      | Jakub Czaja           | Polónia        |         | DNF                  |

Bateria 3
| Pos. | Atleta                | Nacionalidade  | Tempo   | Notas                |
| ---- | --------------------- | -------------- | ------- | -------------------- |
| 1    | Brahim Boulami        | Marrocos       | 8:19.54 | Q                    |
| 2    | Brimin Kiprop Kipruto | Quênia         | 8:19.90 | Q                    |
| 3    | José Luis Blanco      | Espanha        | 8:21.04 | Q,                   |
| 4    | Daniel Lincoln        | Estados Unidos | 8:21.39 | q                    |
| 5    | Halil Akkas           | Turquia        | 8:26.35 |                      |
| 6    | Ruben Ramolefi        | África do Sul  | 8:28.12 |                      |
| 7    | Krijn van Koolwijk    | Bélgica        | 8:28.02 |                      |
| 8    | Vincent Le Dauphin    | França         | 8:30.42 |                      |
| 9    | Moustafa Ahmed Shebto | Catar          | 8:33.00 | Recorde da temporada |
| 10   | Martin Pröll          | Áustria        | 8:33.70 |                      |
| 11   | Vadym Slobodenyuk     | Ucrânia        | 8:35.73 |                      |
| 12   | Roman Usov            | Rússia         | 8:36.30 |                      |
| 13   | Andrew Lemoncello     | Grã-Bretanha   | 8:40.29 |                      |
| 14   | Matthew Kerr          | Canadá         | 8:41.20 |                      |

### Final
A final ocorreu dia 9 de agosto às 21:20.
| Pos.              | Atleta                | Nacionalidade  | Tempo   | Notas |
| ----------------- | --------------------- | -------------- | ------- | ----- |
| Medalha de ouro   | Saif Saaeed Shaheen   | Catar          | 8:13.31 |       |
| Medalha de prata  | Ezekiel Kemboi        | Quênia         | 8:14.95 |       |
| Medalha de bronze | Brimin Kiprop Kipruto | Quênia         | 8:15.30 |       |
| 4                 | Brahim Boulami        | Marrocos       | 8:15.32 |       |
| 5                 | Simon Vroemen         | Países Baixos  | 8:16.76 |       |
| 6                 | Antonio David Jiménez | Espanha        | 8:17.69 |       |
| 7                 | Paul Kipsiele Koech   | Quênia         | 8:19.14 |       |
| 8                 | Bouabdellah Tahri     | França         | 8:19.96 |       |
| 9                 | Musa Amer Obaid       | Catar          | 8:20.22 |       |
| 10                | Mustafa Mohamed       | Suécia         | 8:20.26 |       |
| 11                | Luis Miguel Martín    | Espanha        | 8:22.13 |       |
| 12                | Günther Weidlinger    | Áustria        | 8:22.84 |       |
| 13                | Daniel Lincoln        | Estados Unidos | 8:23.89 |       |
| 14                | José Luis Blanco      | Espanha        | 8:24.62 |       |
| 15                | Tareq Mubarak Taher   | Bahrein        | 8:37.62 |       |

Legenda
| Recorde mundial       | Recorde mundial (World record)               |                       | Recorde africano                      | Recorde africano (African) |                                           | Q | Classificado por posição (Qualified) |
| Recorde do campeonato | Recorde do campeonato (Championship record)  | Recorde da América    | Recorde da América (Americas)         | q                          | Classificado por melhor tempo (Qualified) |   |                                      |
| Melhor marca do ano   | Melhor marca do ano (World leading)          | Recorde asiático      | Recorde asiático (Asian)              | DNS                        | Não largou (Did not start)                |   |                                      |
| Recorde nacional      | Recorde nacional (National record)           | Recorde europeu       | Recorde europeu (European)            | DNF                        | Não terminou (Did not finish)             |   |                                      |
| Recorde pessoal       | Recorde pessoal do atleta (Personal best)    | Recorde da Oceania    | Recorde da Oceania (Oceania)          | DSQ / DQ                   | Desclassificado (Disqualified)            |   |                                      |
| Recorde da temporada  | Recorde da temporada do atleta (Season best) | Recorde sul-americano | Recorde sul-americano (South America) | NM                         | Sem marca (No mark)                       |   |                                      |